# Liste der Stolpersteine in Gütersloh
In der Liste der Stolpersteine in Gütersloh werden die vorhandenen Gedenksteine aufgeführt, die im Rahmen des Projektes Stolpersteine des Künstlers Gunter Demnig bisher in Gütersloh verlegt worden sind.
| Adresse                | Name                | Bild                                | Inschrift                                                       | Anmerkung                                                                                 |
| ---------------------- | ------------------- | ----------------------------------- | --------------------------------------------------------------- | ----------------------------------------------------------------------------------------- |
| Berliner Straße 19 ·   | Paul Hope           | Stolperstein, Paul Hope, Gütersloh  | Hier wohnte Paul Hope Jg. 1899 Deportiert Ermordet in Auschwitz |                                                                                           |
| Berliner Straße 19 ·   | Lucia Levy          | Stolperstein, Lucia Levy, Gütersloh |                                                                 |                                                                                           |
| Berliner Straße 19 ·   | Sofie Schönenberg   | Stolperstein Sofie Schönenberg      |                                                                 | der Stolperstein für Sofie Schönenberg wurde zuerst vor dem Haus Münsterstraße 24 verlegt |
| Berliner Straße 46 ·   | Emma Löwenstein     |                                     |                                                                 |                                                                                           |
| Berliner Straße 48 ·   | Hermann Wolf        |                                     |                                                                 |                                                                                           |
| Berliner Straße 48 ·   | Max Wolf            |                                     |                                                                 |                                                                                           |
| Berliner Straße 48 ·   | Julius Wolf         |                                     |                                                                 |                                                                                           |
| Berliner Straße 48 ·   | Friedrich Wolf      |                                     |                                                                 |                                                                                           |
| Berliner Straße 50 ·   | Benjamin Eisenstein |                                     |                                                                 |                                                                                           |
| Berliner Straße 50 ·   | Emmi Eisenstein     |                                     |                                                                 |                                                                                           |
| Bismarckstraße 16 ·    | Max Katz            |                                     |                                                                 |                                                                                           |
| Bismarckstraße 16 ·    | Selma Katz          |                                     |                                                                 |                                                                                           |
| Bismarckstraße 16 ·    | Hilde Heinemann     |                                     |                                                                 |                                                                                           |
| Domhof 5 ·             | Ida Löwenstein      |                                     |                                                                 |                                                                                           |
| Eickhoffstraße 17 ·    | Friedrich Stern     |                                     |                                                                 |                                                                                           |
| Eickhoffstraße 17 ·    | Sara Stern          |                                     |                                                                 |                                                                                           |
| Eickhoffstraße 21 ·    | Lina Stern          |                                     |                                                                 |                                                                                           |
| Feldstraße 25 ·        | Sophie Meinberg     |                                     |                                                                 |                                                                                           |
| Feldstraße 25 ·        | Else Plaut          |                                     |                                                                 |                                                                                           |
| Feldstraße 25 ·        | Erika Plaut         |                                     |                                                                 |                                                                                           |
| Hohenzollernstraße 1 · | Selma Visser        |                                     |                                                                 |                                                                                           |
| Kahlertstraße 24 ·     | Josef Steinberg     |                                     |                                                                 |                                                                                           |
| Kahlertstraße 24 ·     | Ludwig Kaufmann     |                                     |                                                                 |                                                                                           |
| Kahlertstraße 24 ·     | Grete Kaufmann      |                                     |                                                                 |                                                                                           |
| Kahlertstraße 24 ·     | Bernhard Levy       |                                     |                                                                 |                                                                                           |
| Kahlertstraße 24 ·     | Hannchen Levy       |                                     |                                                                 |                                                                                           |
| Kirchstraße 2 ·        | Theodor Daltrop     |                                     |                                                                 |                                                                                           |
| Kirchstraße 2 ·        | Jenny Daltrop       |                                     |                                                                 |                                                                                           |
| Kirchstraße 2 ·        | Paula Daltrop       |                                     |                                                                 |                                                                                           |
| Kirchstraße 2 ·        | Leonhardt Beifuss   |                                     |                                                                 |                                                                                           |
| Kirchstraße 2 ·        | Lieselotte Beifuss  |                                     |                                                                 |                                                                                           |
| Kirchstraße 2 ·        | Rudolf Beifuss      |                                     |                                                                 |                                                                                           |
| Kirchstraße 3 ·        | Ernst Löwenbach     |                                     |                                                                 |                                                                                           |
| Kirchstraße 3 ·        | Martha Löwenbach    |                                     |                                                                 |                                                                                           |
| Königstraße 12 ·       | Klara Herzberg      |                                     |                                                                 |                                                                                           |
| Münsterstraße 24 ·     | Emma Blumenthal     |                                     |                                                                 |                                                                                           |
| Münsterstraße 24 ·     | Gustav Ruthenburg   |                                     |                                                                 |                                                                                           |
| Münsterstraße 24 ·     | Bernhard Ruthenburg |                                     |                                                                 |                                                                                           |
| Münsterstraße 24 ·     | Rosa Weinberg       |                                     |                                                                 |                                                                                           |
| Münsterstraße 24 ·     | Paula Ruthenburg    |                                     |                                                                 |                                                                                           |
| Münsterstraße 24 ·     | Karl Ruthenburg     |                                     |                                                                 |                                                                                           |
| Münsterstraße 32 ·     | Wilhelm Ruthenburg  |                                     |                                                                 |                                                                                           |
| Münsterstraße 32 ·     | Luise Ostheimer     |                                     |                                                                 |                                                                                           |
| Münsterstraße 32 ·     | Anna Rosendahl      |                                     |                                                                 |                                                                                           |